# Kinesisk ödlesvans
Kinesisk ödlesvans (Saururus chinensis) är en art i familjen ödlesvansväxter som förekommer tropiska Asien, från Indien till Korea, Kina, Japan, Filippinerna och Vietnam.

## Synonymer
Spathium chinense Loureiro
Saururopsis chinensis (Loureiro) Turczaninow
Saururopsis cumingii C. de Candolle
Saururus cernuus Thunberg nom. illeg.
Saururus loureiri Decaisne.
Saururus sinensis Teijsm. & Binn.